# Auguste Naets
Albert Henri Auguste Naets (Booischot, 19 november 1844 - Westerlo, 22 mei 1928) was een Belgisch arts en politicus voor de Katholieke Partij.

## Levensloop
Naets was een zoon van brouwer Bernardus Naets en Joanna Willems. Hij promoveerde tot doctor in de geneeskunde (1875) aan de Katholieke Universiteit Leuven. Hij specialiseerde zich in de behandeling van oogziekten en vestigde zich in Westerlo. Naast zijn artsenpraktijk werd hij in 1877 ook rentmeester van de familie de Merode, in opvolging van zijn familielid Willem Peeters die dat jaar overleed. Hij trouwde in 1883 met Alice Walravens en ze kregen drie zoons, Gabriel, Maurice en Edmond. 
Het beheer van de uitgestrekte domeinen die aan de Merodes toebehoorden, was op zich een aanzienlijke taak. Daarnaast nam Naest in hun voetspoor ook politieke verantwoordelijkheden op. De hele streek werd door de familie de Merode gedomineerd en leden of vertrouwelingen van de familie werden verkozen op lokaal, provinciaal of nationaal vlak.
Naest werd tweemaal lid van de provincieraad voor het kanton Westerlo, van 1879 tot 1882 en van 1893 tot 1902. Van 1909 tot 1921 zetelde hij ook als gemeenteraadslid van Westerlo. In 1912 werd hij verkozen tot katholiek senator voor het kiesarrondissement Mechelen-Turnhout, een mandaat dat hij vervulde tot in 1919. Bij de eerste wetgevende verkiezingen na de Eerste Wereldoorlog stelde hij zich geen kandidaat meer. 
Naets bekommerde zich vooral om landelijke problemen. Zo was hij voorzitter van de landbouwcomice van Westerlo en lid van de Hoge Raad van het Bosbeheer. Hij was tevens actief als opziener van de buurtwegen in de streek. Hij werd ook actief in het Beschermingscomiteit der Werkmanswoningen en der Instellingen van Vooruitzicht van het arrondissement Turnhout. Dit beschermcomité propageerde de sociale huisvesting, spaarkassen en mutualiteiten. Hij werd in Westerlo voorzitter van de pensioenkas 'Zorg voor oudere dagen' en bestuurslid van het Verbond der Voorzienigheidskassen van het arrondissement Turnhout.  